# グアティマク

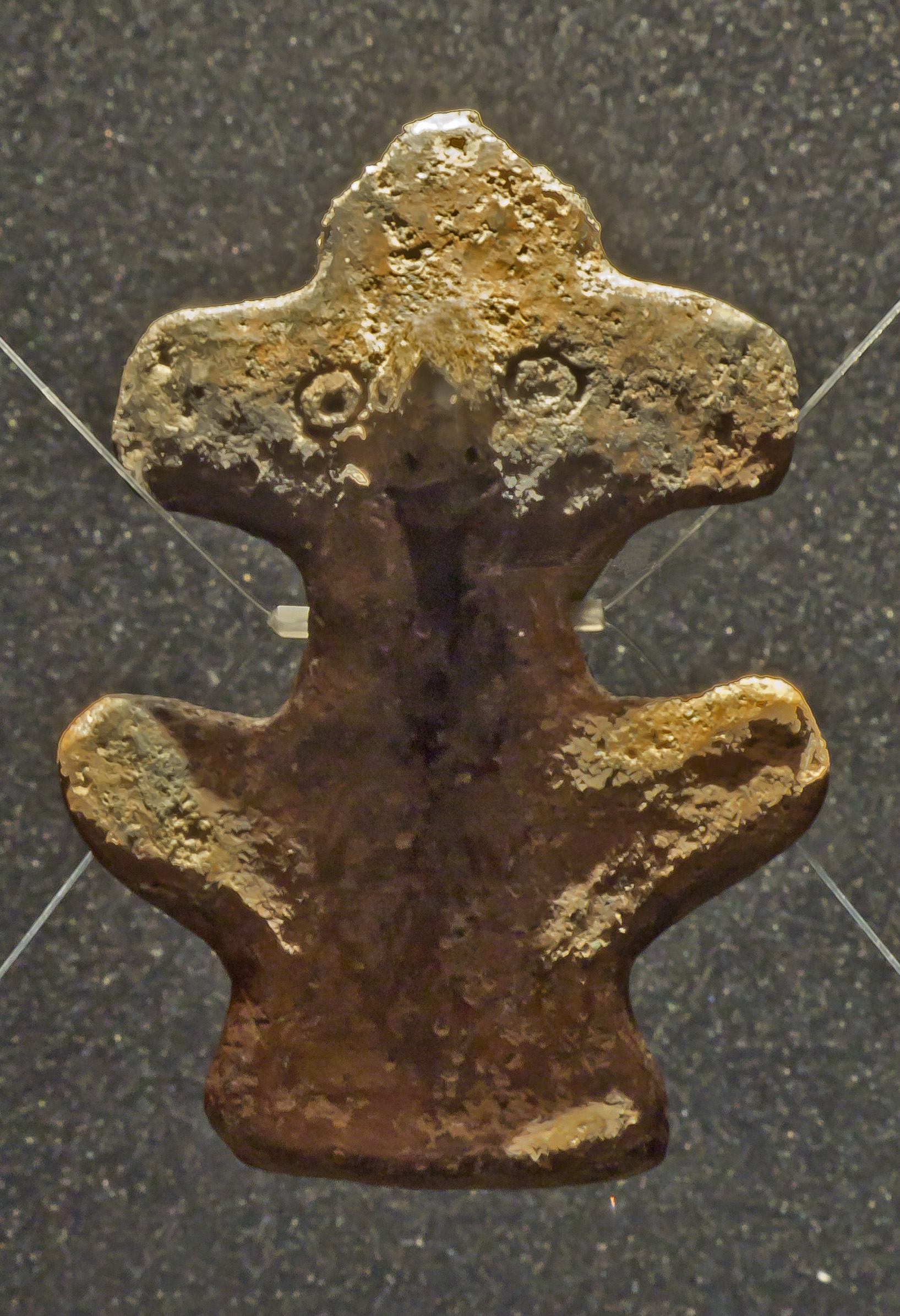
プエルト・デ・ラ・クルス考古学博物館に収蔵されたグアティマク。

グアティマク（スペイン語: Guatimac）とは、スペイン領カナリア諸島で1885年に発見されたグアンチェ族の偶像、彫像である。この像は羊の皮に包まれ、テネリフェ島のファスニアにある洞窟に隠されていた。
この像はグアンチェ族の呪術的・宗教的世界と関連を持つ。グアティマクは天才性、または防御の精神を現す物で、フクロウをかたどっており、グアンチェ族の文化においては神官により用いられた。またグアティマクは、グアンチェ族戦士の精神、内的世界を意味する。この像は現在、プエルト・デ・ラ・クルス考古学博物館に収蔵されている。